# NGC 3252
NGC 3252 é uma galáxia espiral barrada (SBd) localizada na direcção da constelação de Draco. Possui uma declinação de +73° 45' 50" e uma ascensão recta de 10 horas, 34 minutos e 22,3 segundos.
A galáxia NGC 3252 foi descoberta em 3 de Abril de 1785 por William Herschel.